# 宝华山律学院
宝华山律学院是位于中国江苏省句容市宝华山隆昌寺的一所初级佛教院校，专门培养佛教律学人才。

## 沿革
该学院于1996年开始筹备，1998年9月正式成立。院址位于律宗寺院隆昌寺内。

## 历任院长
- 释慈舟（1998年-2003年）
- 释心澄（2003年-）